# محمد بديع
محمد بديع عبد المجيد سامي (7 أغسطس 1943-)، المرشد العام الثامن لجماعة الإخوان المسلمين بعد انتخابه في 16 يناير 2010 خلفا للمرشد السابق مهدي عاكف، وهو ممن حوكموا عسكريًا في تنظيم 65 الذي قاده سيد قطب وحكم عليه بالأشغال الشاقة 15 عامًا، كما حوكم عسكريا مرتين في عهد الرئيس حسني مبارك في قضية جمعية الدعوة الإسلامية والنقابيين.
بعد الإنقلاب العسكري عام 2013 كان المرشد محمد بديع من بين أول من صدر قرار باعتقالهم بتهم «القتل والتحريض على العنف»، وقد أنكر تلك الاتهامات وأكد على دعوته لسلمية الاحتجاجات وإدانة أعمال العنف. تم تعيين محمود عزت كقائم بأعمال المرشد العام مؤقتًا منذ 20 أغسطس 2013.

## السيرة الذاتية
ولد محمد بديع يوم 7 أغسطس 1943 في مدينة المحلة الكبرى بمحافظة الغربية، وعمل أستاذ علم الأمراض بكلية الطب البيطري بجامعة بني سويف. ووفق الموسوعة العلمية العربية التي أصدرتها الهيئة العامة للاستعلامات المصرية في 1999، قد صنفته كواحد من «أعظم مائة عالم عربي».، ومؤسس المعهد البيطري العالي في الجمهورية العربية اليمنية، كما انتخب لعضوية مكتب الإرشاد بجماعة الإخوان المسلمين في مصر منذ عام 1993.
وبعد عزل الرئيس محمد مرسي، أصدرت النيابة العامة المصرية في 11 يوليو 2013 أمرا بضبط وإحضار د. محمد بديع للتحقيق معه في تهمة التحريض على الإشتباكات التي وقعت حول دار الحرس الجمهوري.
حكم عليه بالإعدام يوم 24 مارس 2014، كما حكم عليه بالإعدام في قضية أخرى يوم 19 يونيو 2014.

## المرشد العام
اُنتخِب مرشداً عامًا لجماعة الإخوان المسلمين في 16 يناير 2010م؛ ليصبح المرشد الثامن للجماعة، بعد انتخابات أثارت الكثير من الجدل. وقد خلف محمد بديع عبر هذه الانتخابات سلفه محمد مهدي عاكف المرشد العام السابق؛ في سابقة هي الأولى على مر تاريخ الجماعة في مصر، باختيار مرشد عام للجماعة بالانتخاب في ظل وجود مرشد عام على قيد الحياة؛ ليصبح محمد مهدي عاكف صاحب لقب أول مرشد عام سابق للجماعة.
يقول البعض أن عاكف كان قد قرر الانسحاب في أكتوبر 2009 بعد انتهاء فترة ولايته، وذلك بسبب ما ووصف بالخلافات بين من يوصفون بالمحافظين والإصلاحيين داخل الجماعة بينما نفى عاكف أن يكون ذلك هو سبب تنحيه، وكان يذكر من قبل أنه سيتنحى عندما تكتمل مدة الولاية الأولى له، ولن يجدد لفترة أخرى، وأضاف أنه اشترط ذلك على الإخوان عندما قبّل أن يكون مرشدا.
أعلنت جماعة الإخوان المسلمين في مصر أنها اختارت تعيين محمد بديع في منصب مرشد عام الجماعة؛ في وقت غاب فيه محمد حبيب النائب الأول للمرشد السابق عن مؤتمر إعلان المرشد. وكان محمد حبيب قد أعلن - من قبل - اعتراضه على إجراءات انتخابات مكتب الإرشاد والمرشد، لأن التصويت فيها كان يخالف قواعد اللائحة الداخلية لجماعة الإخوان المسلمين. مشيرا إلى أن اختيار المرشد الجديد جاء «نتيجة اختيار وليس نتيجة انتخاب». وقد شهدت هذه الانتخابات أيضا خروج عضو مكتب الإرشاد عبد المنعم أبو الفتوح من مكتب الإرشاد، كما شهدت أزمة بسبب عدم تصعيد عصام العريان.
كذلك أتى تولي محمد بديع لمنصبه كمرشد لجماعة الإخوان مصاحبا لموجة إعلامية ألمحت لوجود اعتراضات بين أعضاء التنظيم العالمي للإخوان المسلمين على د. محمد بديع، حيث كان التنظيم يرغب في تولي الدكتور رشاد البيومي لهذا المنصب.
محمد بديع صديق مقرب للمرشد الأسبق محمد مهدي عاكف، وكلاهما كان من تلاميذ منظر جماعة الإخوان المسلمين سيد قطب الذي أُعدم في فترة الرئيس المصري الأسبق جمال عبد الناصر في محاكمة عسكرية في مصر عام 1965.
وقبل انتخاب محمد بديع، انتُخب مكتب إرشاد جديد للجماعة في ديسمبر 2009، وسط انقسامات بين تياري ما يوصف بتيار المحافظين الذي يسيطر عليه خيرت الشاطر ومحمود عزت وبين تيار الإصلاحيين الذي كان يتزعمه كل من محمد حبيب وعبد المنعم أبو الفتوح، حيث استبعدت انتخابات مكتب الإرشاد كل من محمد حبيب النائب الأول للمرشد آنذاك وعبد المنعم أبو الفتوح القيادي وعضو مكتب الإرشاد آنذاك.

## العمل
عمل كأستاذ متفرغ بقسم الباثولوجيا بكلية الطب البيطري جامعة بني سويف.
كما كان أمين عام النقابة العامة للأطباء البيطريين لدورتين، وأمين صندوق اتحاد نقابات المهن الطبية لدورة واحدة.

## أسرته
- تزوج سمية الشناوي ابنة الضابط طيار محمد علي الشناوي من الرعيل الأول لجماعة الإخوان المسلمين.
- أبناؤه.. «عمَّار» (مهندس كمبيوتر) 38 عاما متزوج وله طفلان. قُتل في 16 أغسطس 2013 خلال أحداث مسجد الفتح في ميدان رمسيس بالقاهرة.[18]
- «بلال» (طبيب أشعة)،
- «ضحى» (طالبة صيدلة)، متزوجة من أحمد حسين محمد علي راغب في 2012.
- والأحفاد رؤى وحبيب وإياد.

## الشهادات
- بكالوريوس طب بيطري جامعة القاهرة سنة 1965م.
- معيد بكلية طب بيطري جامعة أسيوط 1965م.
- ماجستير طب بيطري ومدرس مساعد 1977م من جامعة الزقازيق.
- دكتوراة طب بيطري ومدرس سنة 1979م من جامعة الزقازيق.
- أستاذ مساعد طب بيطري 1983م جامعة الزقازيق.
- أستاذ طب بيطري 1987 جامعة القاهرة فرع بني سويف.
- رئيس قسم الباثولوجيا بكلية طب بيطري جامعة بني سويف سنة 1990 لدورتين.
- وكيل كلية الطب البيطري بني سويف لشئون الدراسات العليا والبحوث سنة 1993م لدورة واحدة.

## تصريحات

### إسرائيل
في خطبة أسبوعية بعنوان «كيف يواجه الإسلام الظلم والطغيان»، أتهم فيها بديع النظامين العربي والإسلامي بتجنب المواجهة مع الكيان الصهيوني والولايات المتحدة الأمريكية، وكذلك عدم احترام أمر الله عز وجل بأن يجاهدوا في سبيله بأموالهم وأنفسهم حتى تكون تكون كلمة الله فيه هي العليا وكلمة الذين كفروا السفلى. صرح بديع أن حضارة الولايات المتحدة غير أخلاقية ومحكوم عليها بالانهيار. واتهم السلطة الفلسطينية بقيادة الرئيس محمود عباس ببيع القضية الفلسطينية، مشيرًا إلى اندلاع انتفاضة ثالثة كانت على وشك الانفجار. وأوضح بديع أن «المقاومة هي الحل الوحيد ضد الغطرسة والاستبداد الصهيوني- الأمريكي، وكل ما نحتاجه هو وقوف الشعوب العربية والإسلامية إلى جانبها ودعمها».
في يوليو 2012 ، خلال خطبته الأسبوعية، صرح محمد بديع بأن الإسرائيليين «مغتصبو» القدس، ودعا جميع المسلمين إلى «الجهاد بأموالهم وأنفسهم لتحرير القدس». ووصف إنشاء دولة إسرائيل في القانون الدولي بأنه «حق مزعوم وهمي».
في أكتوبر 2012 ، قال أن «اليهود سيطروا على الأرض، ونشروا الفساد في الأرض، وسفكوا دماء المؤمنين ودنسوا في أفعالهم الأماكن المقدسة بما في ذلك بلادهم». على هذا النحو، طالب الرئيس محمد مرسي والعالم العربي برفض المفاوضات مع إسرائيل لصالح «الجهاد المقدس»، قائلاً إن «الصهاينة لا يفهمون إلا القوة» وفي الوقت ذاته زعم أن السماح لليهود بالصلاة في المسجد الأقصي سيؤدي إلى تدمير المسجد الاقصى وتهويده.

### الحرب على غزة 2012م
المقال الرئيسي: عملية عمود السحاب
شجب بديع جهود السلام مع إسرائيل، وحث على الجهاد ضد إسرائيل، في 22 نوفمبر 2012 - بعد يوم واحد فقط من نجاح الرئيس المصري محمد مرسي في التوسط في هدنة لإنهاء ثمانية أيام من القتال بين إسرائيل وحركة المقاومة الإسلامية. وقال إن «الجهاد واجب» على المسلمين، وإن صفقات السلام مع إسرائيل هي «لعبة خداع كبرى». وقال انه كانت هناك مفاوضات كافية، «العدو لا يعرف سوى لغة القوة».

### الإطاحة بمحمد مرسي
في يوليو 2013 ، أدان بديع عزل الجيش المصري للرئيس المصري محمد مرسي قائلاً: «أقسم بالله أن ما فعله اللواء عبد الفتاح السيسي في مصر أكثر إجرامًا مما لو حمل فأساً وهدم الحرم الشريف. الكعبة حجرا حجرا».

## القضايا
1. القضية العسكرية الأولى: سنة 1965م مع سيد قطب والإخوان، وحُكم عليه بخمسة عشر عامًا، قَضى منها 9 سنوات، وخرج في 4/4/1974م، وعاد لعمله بجامعة أسيوط، ثم نُقل إلى جامعة الزقازيق، وسافر بعدها لليمن حيث أسس هناك معهدها البيطري، عاد بعدها إلى جامعة بني سويف.
2. القضية العسكرية الثانية: السجن لمدة 75 يومًا في قضية جمعية الدعوة الإسلامية ببني سويف عام 1998م؛ حيث كان يشغل منصب رئيس مجلس إدارة جمعية الدعوة ببني سويف بعد اعتقال الحاج حسن جودة.
3. القضية العسكرية الثالثة: قضية النقابيين سنة 1999م؛ حيث حكمت عليه المحكمة العسكرية العليا بالسجن خمس سنوات، قضى منها ثلاث سنوات وثلاثة أرباع السنة وخرج بأول حكم بثلاثة أرباع المدة سنة 2003م.[25]
4. القضية الرابعة: قام الأمن المصري في فجر يوم الثلاثاء 20 أغسطس 2013 بإلقاء القبض على محمد بديع بتهمة التحريض على العنف في أحداث ميدان رابعة العدوية وميدان النهضة.[26][27]
  1. أصدرت محكمة جنايات الجيزة، في مارس 2015، حكما يقضي بإعدام مرشد جماعة الإخوان المسلمين محمد بديع و13 متهما آخرين في القضية المعروفة إعلاميا بـ«غرفة عمليات رابعة».[28][29] لكن محكمة النقض، ألغت في ديسمبر 2015، أحكام الإعدام الصادرة ضد بديع وعدد من قيادات الاخوان كما قررت إعادة المحاكمة من جديد.[30]
  2. أصدرت محكمة جنايات بورسعيد، في أغسطس 2015، حكما بمعاقبة محمد بديع ومحمد البلتاجي وصفوت حجازي، و16 آخرين، بالسجن المؤبد في القضية المعروفة باسم «أحداث قسم شرطة العرب» في اتهماهم بالتحريض على العنف والإنضمام لجماعة أسست على خلاف أحكام القانون، وترويع المواطنين. لكن محكمة النقض قضت في مايو 2017 بإلغاء الأحكام وإعادة المحاكمة.[31] وفي 12 سبتمبر 2020، قضت محكمة جنايات بورسعيد بالسجن المؤبد لمحمد بديع، ومحمد البلتاجي، وصفوت حجازي، و9 آخرين في إعادة محاكمتهم في نفس القضية.[32] بيد أن محكمة النقض أيدت الحكم بشكل نهائي في 20 ابريل 2022.[33]
  3. قضت محكمة جنايات القاهرة، السبت 7 سبتمبر 2019، بالسجن المؤبد على المرشد العام لجماعة الإخوان المسلمين محمد بديع، و10 من قيادات الجماعة في القضية المعروفة إعلاميا بـ«اقتحام الحدود الشرقية».[34]
  4. قضت محكمة جنايات القاهرة، المنعقدة بمجمع محاكم طرة، الأربعاء 11 سبتمبر 2019، بالسجن المؤبد لمحمد بديع وخيرت الشاطر، ومحمد سعد الكتاتني، و8 آخرين، بتهمة التخابر مع حماس.[35]
  5. أصدرت محكمة النقض، في يوليو 2020، قرارا نهائيا غير قابل للطعن بالسجن المؤبد لمحمد بديع مرشد جماعة الإخوان المسلمين في القضية المعروفة إعلاميا بـ«أحداث مكتب الإرشاد».[36] وكانت محكمة جنايات القاهرة، قد قضت في 5 ديسمبر 2018، بالسجن المؤبد لكلا من محمد بديع وخيرت الشاطر و4 آخرين في نفس القضية.[37]
  6. أيدت محكمة النقض الثلاثاء 14 يوليو 2020، الحكم الصادر ضد محمد بديع المرشد العام لجماعة الإخوان وآخرين بالسجن المؤبد في قضية أحداث العدوة بالمنيا، بعد رفض الطعون المقدمة منهم.[38] وكانت محكمة جنايات المنيا قضت في سبتمبر 2018، بمعاقبة محمد بديع و64 متهمًا آخرين بالسجن المؤبد، في القضية التي اشتهرت إعلاميًا بـ«أحداث العدوة».[39]
  7. قضت محكمة النقض المصرية، في 14 يونيو 2021، بالسجن المؤبد لمرشد جماعة الإخوان المسلمين محمد بديع وإعدام 12 آخرين من بينهم قيادات في الجماعة في القضية المعروفة إعلاميا بـ«قضية فض إعتصام رابعة العدوية».[40]
  8. وصل مجموع الأحكام التي صدرت في حق محمد بديع إلى 261 سنة سجن في 12 قضية بعضها بصفة نهائية وبعضها مازال في مرحلة الطعون.[41]
  9. الاثنين 4 مارس 2024 الحكمُ الذي أصدرته محكمة مصرية بإعدام المرشد العام لجماعة "الإخوان المسلمون" الدكتور محمد بديع ونائبه الدكتور محمود عزت وستة من قيادات العمل السياسي والدعوي وهم الدكتور محمد البلتاجي والمهندس عمرو زكي والدكتور أسامة ياسين والدكتور صفوت حجازي والشيخ محمد عبدالمقصود والمهندس عاصم عبد الماجد.[42]

## مهام أخرى
- رئيس مجلس إدارة جمعية الباثولوجيا والباثولوجيا الإكلينيكية لكليات الطب البيطري على مستوى الجمهورية.
- رئيس هيئة مجلة البحوث الطبية البيطرية لكلية طب بيطري بني سويف لمدة 9 سنوات.
- رئيس مجلس إدارة مركز خدمة البيئة بكلية طب بيطري بني سويف.
- القيام بإنشاء المعهد البيطري العالي بالجمهورية العربية اليمنية صنعاء لمدة أربع سنوات خلال الإعارة من 1982-1986، وإنشاء المزرعة الداجنة والحيوانية الخاصة به، وكذلك ترجمة المناهج الدراسية للغة العربية، وإنشاء متحف علمي وأقسام علمية بالمعهد البيطري.
- وتم إدراج محمد بديع ضمن أعظم مائة عالم عربي في الموسوعة العلمية العربية التي أصدرتها هيئة الاستعلامات المصرية 1999م.[1][7][43]
- عضو مكتب الإرشاد العالمي منذ 2007.

## وصلات خارجية
- صفحة د. بديع على موقع كلية الطب البيطري جامعة بني سويف - الأبحاث
- أبرز المرشحين لمنصب مرشد الإخوان في مصر: محمد بديع.. رجل يجمع ولا يفرق، إسلام أون لاين، 24 ديسمبر 2009
- محمد بديع.. الأجدر، جريدة الدستور المصرية، 3 يناير 2010
- بطاقة تعارف بالمرشد العام الثامن للإخوان المسلمين، إخوان أون لاين، 16 يناير 2010
- الإخوان يختارون بديع مرشدا عاما، الجزيرة نت، 16 يناير 2010
- مرشد الإخوان: لا نريد حكم مصر.. ونتفق مع البرادعي في كل مطالبه، العاشرة مساء، قناة دريم 2، مصراوي، 15 أبريل 2010
- فيديو لقاء التلفزيون المصري مع بديع بعد الثورة المصرية على يوتيوب، برنامج اتجاهات، 29 مايو 2011